# Oldfieldthomasiidae
Oldfieldthomasiidae son una familia extinta del suborden Typotheria, del orden también extinto de ungulados Notoungulata perteneciente a los Meridiungulata, que vivieron en el Paleoceno y Eoceno de lo que ahora es Sudamérica.
Son mamíferos de pequeña a mediana talla, ramoneadores, basales en el suborden Typotheria y representan una radiación temprana de los Notoungulata. Hasta el momento se han encontrado en Argentina y Brasil, y quizá Bolivia. Se caracterizan por tener una fórmula dentaria completa (3.1.4.3), de coronas bajas (braquiodonte), sin espacios entre los dientes, con incisivos y caninos de morfología similar, protocono e hipocono nunca completamente separados en los dientes molares superiores, entocónido cónico e hipocono en forma de media luna en los molares inferiores, entre otras características.
Un estudio filogenético de Reguero y colaboradores de 2010 encontró a Oldfieldthomasia como taxón hermano de Acropithecus y a ambos como taxón hermano de Typotheria.